# Saint-Julien-lès-Montbéliard
Saint-Julien-lès-Montbéliard ist eine französische Gemeinde mit 158 Einwohnern (Stand: 1. Januar 2022) im Département Doubs in der Region Bourgogne-Franche-Comté.

## Geographie
Saint-Julien-lès-Montbéliard liegt auf 370 m, etwa sieben Kilometer westlich der Stadt Montbéliard (Luftlinie). Das Dorf erstreckt sich am Ostrand eines Plateaus, das in die gewellte Landschaft zwischen den Flusstälern von Doubs im Süden und Ognon im Nordwesten eingebettet ist, südlich des Tals des Rupt.
Die Fläche des 3,81 km² großen Gemeindegebiets umfasst einen Abschnitt der leicht  gewellten Landschaft nördlich des Doubstals. Die nördliche Grenze verläuft entlang dem Rupt, der hier zu den Étangs des Princes aufgestaut ist (Fischweiher). Vom Bach erstreckt sich das Gemeindeareal südwärts über die Hochfläche von Saint-Julien-lès-Montbéliard bis auf die angrenzende, dicht bewaldete Höhe des Grand Bois, auf der mit 446 m die höchste Erhebung der Gemeinde erreicht wird. Mit einem schmalen Streifen reicht der Gemeindeboden nach Westen auf das Plateau von Arcey, das durchschnittlich auf 360 m liegt. Es ist überwiegend von Acker- und Wiesland bestanden.
Nachbargemeinden von Saint-Julien-lès-Montbéliard sind Échenans und Raynans im Norden, Issans im Osten, Dung, Présentevillers und Sainte-Marie im Süden sowie Arcey im Westen.

## Geschichte
Erstmals urkundlich erwähnt wird Saint-Julien im Jahr 1150 unter dem Namen Sanctus Julianus. Im Lauf der Zeit wandelte sich die Schreibweise über Sainct Gellin (1378), Sainct Gelin (1554), Sainct Gelien (1566) zu Sainct Julien (1649). Seit dem Mittelalter gehörte Saint-Julien zum Herrschaftsgebiet der Grafen von Mömpelgard (Montbéliard). Diese führten 1540 die Reformation ein. Während der Burgunderkriege (1474) und des Dreißigjährigen Krieges wurde das Dorf in Mitleidenschaft gezogen. Mit der Annexion der Grafschaft Württemberg-Mömpelgard (Montbéliard) gelangte Saint-Julien 1793 endgültig in französische Hand. Um eine Verwechslung mit anderen gleichnamigen Gemeinden zu vermeiden, wurde Saint-Julien im Jahr 1962 offiziell in Saint-Julien-lès-Montbéliard umbenannt. Heute ist die Ortschaft Teil des Gemeindeverbandes Pays de Montbéliard Agglomération.

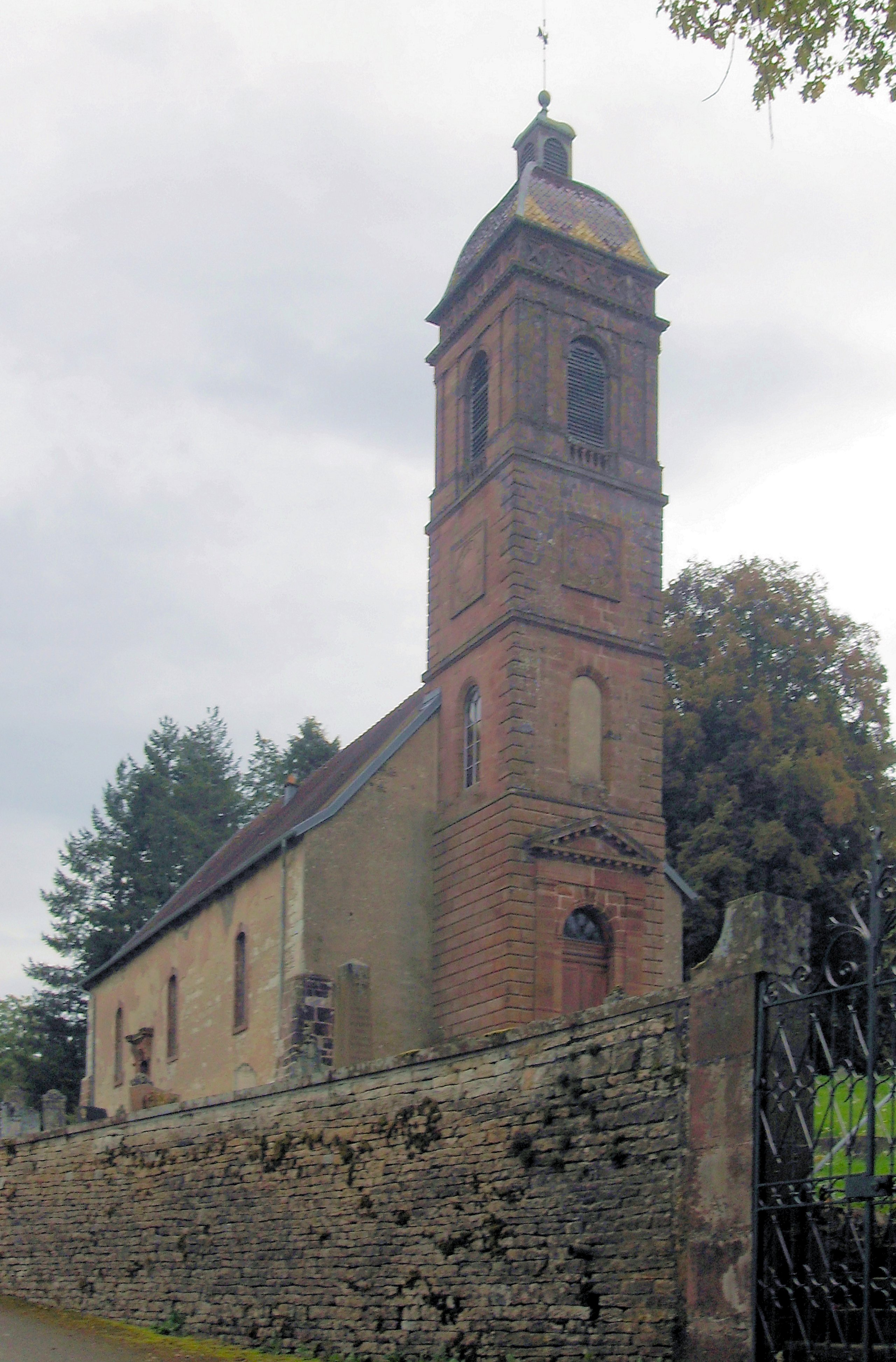
Lutherische Kirche

## Sehenswürdigkeiten
Die protestantische Lutherische Kirche (Temple luthérien) von Saint-Julien steht außerhalb des Dorfes am Waldrand des Grand Bois. Sie entstand 1744 als eine der zwanzig Kirchen, die im Auftrag Herzog Carl Eugens in seiner langen Herrschaft neu erbaut oder erneuert wurden. 1848 sowie 1902 wurde sie umfassend restauriert. Zu den weiteren Sehenswürdigkeiten des Dorfes zählen das alte Pfarrhaus (1675 errichtet), ein weiteres Haus von 1624, das Lavoir (Waschhaus) aus dem 18. Jahrhundert sowie verschiedene Bauernhäuser im traditionellen Stil der Franche-Comté aus dem 18. und 19. Jahrhundert.

## Bevölkerung
| Jahr                       | 1962 | 1968 | 1975 | 1982 | 1990 | 1999 | 2016 |
| Einwohner                  | 89   | 102  | 122  | 153  | 174  | 173  | 166  |
| Quellen: Cassini und INSEE |      |      |      |      |      |      |      |

Mit 158 Einwohnern (Stand 1. Januar 2022) gehört Saint-Julien-lès-Montbéliard zu den kleinen Gemeinden des Départements Doubs. Nachdem die Einwohnerzahl in der ersten Hälfte des 20. Jahrhunderts stets im Bereich zwischen 97 und 116 Personen gelegen hatte, wurde seit Beginn der 1960er Jahre ein deutliches Bevölkerungswachstum verzeichnet. Seither hat sich die Einwohnerzahl verdoppelt.

## Wirtschaft und Infrastruktur
Saint-Julien-lès-Montbéliard war bis weit ins 20. Jahrhundert hinein ein vorwiegend durch die Landwirtschaft (Ackerbau, Obstbau und Viehzucht) und die Fischzucht geprägtes Dorf. Daneben gibt es heute einige Betriebe des lokalen Kleingewerbes. Mittlerweile hat sich das Dorf auch zu einer Wohngemeinde gewandelt. Viele Erwerbstätige sind deshalb Wegpendler, die in der Agglomeration Montbéliard ihrer Arbeit nachgehen.
Die Ortschaft liegt abseits der größeren Durchgangsstraßen an einer Departementsstraße, die von Sainte-Marie nach Raynans führt. Der nächste Anschluss an die Autobahn A36 befindet sich in einer Entfernung von ungefähr 13 Kilometern. Eine weitere Straßenverbindung besteht mit Échenans.